# Сипуха гаїтянська
Сипуха гаїтянська (Tyto glaucops) — вид совоподібних птахів родини сипухових (Tytonidae).

## Поширення
Вид поширений на острові Гаїті та сусідньому острові Тортуга. Живе у відкритих лісах та неподалік людських поселень.

## Опис
Тіло завдовжки до 43 см. Вага самців від 260 до 346 г, вамиць — від 465 до 535 г. Верхня частина тіла вохристо-руда з темними плямами. Крила жовтувато-коричневі з дрібними темними цяточками. Лицьовий диск попелясто-сірого кольору з вохристим обідком. Забарвлення нижньої частини жовтувато-рудого кольору зі стрілоподібним цятками. Ноги довгі, в жовто-коричневому оперенні. Пальці голі, сіро-коричневого кольору.

## Спосіб життя
Активна вночі. Полює на дрібних ссавців, земноводних, плазунів та великих комах. Осілий птах. Сезон розмноження триває з січня по липень. Гнізда облаштовує у дуплах, у щілинах скель, на скелястих уступах, на горищах. У кладці від трьох до семи яєць.